# Бала Таун
Футбольний клуб «Бала Таун» (валл. Clwb Pêl Droed Bala, англ. Bala Town Football Club) — валлійський професіональний футбольний клуб з Бали. Точно дата заснування невідома, приблизно це початок 1880-х років. Домашні матчі команда проводить на стадіоні «Маес Тегід», що має 3 000 місць.

## Досягнення клубу
- Прем'єр Ліга
  -  Віце - чемпіон (3): 2014/15, 2015/16, 2021/22
  -  Бронзовий призер (3): 2016/17, 2019/20, 2023/24

- Камрі Альянс
  -  Чемпіон (1): 2008/09
  -  Друге місце (2): 2006/07, 2007/08

- Національна ліга
  -  Чемпіон (1): 2003/04

- Кубок Уельсу
  -  Переможець (1): 2016/17
  -  Фіналіст (1): 2022/23

- Кубка валлійської ліги
  - Володар (1): 2022/23
  -  Фіналіст (2): 2013/14, 2014/15

- Кубок Камрі Альянс
  -  Переможець (4): 2004/05, 2006/07, 2007/08, 2008/09
  -  Фіналіст (1): 2005/06